# الکساندر گوتلیب باومگارتن
الکساندر گوتلیب باومگارتن (آلمانی: Alexander Gottlieb Baumgarten؛ ۱۷ ژوئیهٔ ۱۷۱۴ – ۲۶ مهٔ ۱۷۶۲) یک فیلسوف اهل آلمان بود. وی در زیباشناسی شهرت داشت.

## ترجمهٔ آثار به فارسی
تأملاتی در باب شعرسرایی (۱۴۰۱). ترجمهٔ مهدی کردنوغانی. مشهد: کتابکدهٔ کسری.